# Phoebe angustifolia
Phoebe angustifolia är en lagerväxtart som beskrevs av Carl Daniel Friedrich Meisner. Phoebe angustifolia ingår i släktet Phoebe och familjen lagerväxter. Inga underarter finns listade i Catalogue of Life.